# Schrägstrich
Der Schrägstrich „/“ (formell solidus, englisch slash) ist ein Schriftzeichen, das als Satz- oder Wortzeichen zum Ausdruck von Beziehungen und Verhältnissen (Geteiltzeichen) verwendet werden kann. Er findet unter anderem in der Mathematik und in vielen Programmiersprachen umfassende Anwendung.

## Typografie
DIN 5008 regelt für den Schrägstrich als Wortzeichen für die Wörtchen „und“, „oder“, „beziehungsweise“, „pro“ oder „je“ (Heiz-/Nebenkosten; 1500 Einwohner/km²) sowie für Zusammenfassung von Zahlen und Wörtern (Semester 2017/18), dass vor und nach dem Schrägstrich kein Leerzeichen geschrieben wird. Bei der Zusammenfassung von Wortgruppen darf auch vor sowie nach dem Schrägstrich je ein Leerzeichen stehen (Ende Januar / Anfang Februar); das vordere sollte ein geschütztes Leerzeichen sein, um einen Zeilenumbruch erst hinter dem Schrägstrich zu ermöglichen (so auch die Regelung in DIN 5008): Ende Januar&nbsp;/ Anfang Februar. Im Ergebnis sind die Regelungen im Duden gleich.
Nach einem Schrägstrich, hinter dem kein Leerzeichen steht, erfolgt in gängigen Textverarbeitungsprogrammen und Webbrowsern kein automatischer Zeilenumbruch. Wenn ein solcher Umbruch erwünscht ist, um zu große Unterschiede der Zeilenlängen beim Flattersatz und zu große Lücken zwischen Wörtern im Blocksatz zu vermeiden, kann hinter den Schrägstrich das unsichtbare Worttrennzeichen namens Breitenloses Leerzeichen (&#8203;) eingefügt werden, Beispiel: Lehrer/&#8203;Lehrerin. In HTML bietet sich stattdessen das WBR-Element („word break opportunity“) an, Beispiel: Typografie/<wbr />Typographie (hier in XHTML-Syntax).
Laut den Richtlinien der Schweizerischen Bundeskanzlei für deutschsprachige Texte der Bundesverwaltung wird vor und nach dem Schrägstrich ein Leerzeichen gesetzt, wenn die Einzelwörter keine Bedeutungseinheit bilden (Computer / Notebooks / Tablets; dieser Fall bietet die einzige Abweichung zu den Regeln der DIN 5008 und des Dudens) oder bei mehrteiligen Namen (Peter Zbinden / Jürg Moser). Bilden die Einzelwörter jedoch eine Bedeutungseinheit, wird der Schrägstrich ohne Leerzeichen gesetzt (Biel/Bienne), ebenso, wenn der Schrägstrich als Bruch- oder Verhältnisstrich verwendet wird: 2/5 oder 50 km/h (Kilometer pro Stunde).

## Verwendung

### Schrägstrich zur Kennzeichnung der Zusammengehörigkeit
Der § 106 der Rechtschreibregeln von 2018 erklärt:

„Mit dem Schrägstrich kennzeichnet man, dass Wörter (Namen, Abkürzungen), Zahlen oder dergleichen zusammengehören.“

Laut Abschnitt 1 kann er verwendet werden zu „Angaben mehrerer (alternativer) Möglichkeiten im Sinne einer Verbindung mit und, oder, bzw., bis oder dergleichen: die Schüler/Schülerinnen der Realschule, das Semikolon/der Strichpunkt als stilistisches Zeichen, Männer/Frauen/Kinder; Abfahrt vom Dienstort/Wohnort […]“.
Der Rechtschreibduden sagt 2020 dazu: „Der Schrägstrich fasst Wörter oder Zahlen zusammen. Das gilt vor allem für: 1. Die Angabe mehrerer Möglichkeiten“ (für Männer und/oder Frauen, die Kolleginnen/Kollegen vom Betriebsrat, unsere Mitarbeiter/-innen) sowie „2. die Verbindung von Personen, Institutionen, Orten u. a.“ (das Wörterbuch von Muret/Sanders, die Pressekonferenz der CDU/CSU, die Renngemeinschaft Ratzeburg/Kiel).

#### Schrägstrich mit Ergänzungsstrich
In Bezug auf Personenbezeichnungen hebt der Rechtschreibduden im Kapitel Geschlechtergerechter Sprachgebrauch hervor, dass als „schriftliche Kurzform“ der Doppelnennung (Paarform) nur die Schreibweise mit Schrägstrich und Ergänzungsstrich von den amtlichen Regeln abgedeckt wird: Mitarbeiter/-innen, Direktor/-in. Nicht verkürzt werden Wortpaare, wenn sich nicht zwei einzeln lesbare Bezeichnungen ergeben, beispielsweise bei „Kolleg/-in“ (Kollege fehlt) oder bei Umlautungen wie „Ärzt/-in“ (Arzt fehlt); stattdessen werden die Bezeichnungen in wählbarer Reihenfolge ausgeschrieben: Kollegin/Kollege, Arzt/Ärztin. Bei schwierigen Kombinationen können laut amtlicher Rechtschreibung mehrere Schrägstriche nötig werden, um zwei grammatisch korrekte Formen bilden zu können:  Kolleg-/-inn-/-en.
Das Duden Handbuch geschlechtergerechte Sprache von Gabriele Diewald und Anja Steinhauer gibt 2020 dazu die Empfehlung: „Bei unterschiedlichen Endungen innerhalb einer Wortgruppe (etwa mit Adjektiven) sollten Sie ebenfalls besser alle Formen ausschreiben: Wir suchen eine erfahrene Webdesignerin / einen erfahrenen Webdesigner.“ Hingewiesen wird darauf, dass bei Kombinationen (Wir suchen ein/-e erfahren/-e Webdesigner/-in) die grammatischen Formen der links stehenden Wörter einander nicht mehr entsprechen; es ergäbe sich eine nicht grammatisch übereinstimmende Abfolge: „Wir suchen ein erfahren Webdesigner“. Die Gesellschaft für deutsche Sprache (GfdS) merkt Mitte 2020 an: „Bei Kürzungen kann es zu fehlender Übereinstimmung kommen – nicht: jede/-r Lehrer/-in. Mehrere Schrägstriche in einem Wort sollten vermieden werden – besser nicht: Kolleg-/-inn-/-en“.
Zur Abgrenzung von der anerkannten Schreibweise stellt das Duden-Handbuch fest, dass der Ergänzungsstrich „allerdings aus typografischen Gründen häufig auch weggelassen“ werde. Auch die GfdS vermerkt, dass die Schreibweise ohne Bindestrich nicht den Rechtschreibregeln entspricht: „nicht: ein/e Schüler/in“.
Die Schweizerische Bundeskanzlei empfiehlt seit 2009 den Schrägstrich mit oder ohne Bindestrich bei Abkürzungen (Sparschreibung) in deutschsprachigen Texten der Bundesverwaltung, vermerkt aber: „In verknappten Textpassagen, namentlich in Tabellen, können Kurzformen verwendet werden. Dabei wird die Kurzform mit Schrägstrich, aber ohne Auslassungsstrich verwendet (Bürger/innen). Das Binnen-I ist nicht zugelassen.“ Dies gilt für „Kurzformen in amtlichen Publikationen des Bundes (Erlasse, Botschaften, Berichte usw.)“.
Auch das österreichische Bundesministerium für Bildung, Wissenschaft und Forschung (BMBWF) empfiehlt 2018 in seinem Leitfaden Geschlechtergerechte Sprache in Bezug auf verkürzte Paarformen das Zusammenziehen mit Schrägstrich ohne Bindestrich: ein/e Student/in; der/die Dirigent/in. Bedingung: „Ein grammatikalisch korrektes Wort muss entstehen.“

#### Schrägstrich als Gliederungszeichen
Laut § 106 (2) der Rechtschreibregeln kann der Schrägstrich verwendet werden zur „Gliederung von Adressen, Telefonnummern, Aktenzeichen, Rechnungsnummern, Diktatzeichen und dergleichen: Linzer Straße 67/I/5-6, 0621/1581-0, Az III/345/5, Re-Nr 732/24, me/la“.
Die bei Telefonnummern früher übliche Hervorhebung der Vorwahl durch den Schrägstrich gilt heute als veraltet, die DIN 5008 sieht hier ein Leerzeichen vor; auch ein Bindestrich wird verwendet.

#### Schrägstrich als Bruchzeichen
Laut Abschnitt 3 des § 106 der Rechtschreibung kann der Schrägstrich verwendet werden zur „Angabe des Verhältnisses von Zahlen oder Größen im Sinne einer Verbindung mit je/pro: im Durchschnitt 80 km/h, 1000 Einwohner/km2“.
In der Logistik wird eine Sendung aus mehreren, eventuell auch unterschiedlichen Stücken (Kolli) häufig händisch durchnummeriert und hinter einem Schrägstrich in Bezug zur Gesamtstückzahl gesetzt. Insbesondere in den USA wird das Rautezeichen (#) als number sign davor gesetzt: Das zweite Stück von insgesamt fünf erhält den Vermerk #2/5, gesprochen: number two of five („Nummer Zwei von Fünf“).

#### Schrägstrich als Satzzeichen
In Druckschriften wurde zu früheren Zeiten der Schrägstrich, Virgel genannt, zur Untergliederung von Sätzen eingesetzt; im Lauf des 18. Jahrhunderts verkürzten die meisten deutschsprachigen Drucker die Virgeln auf die Länge von Kommata.
Im 19. Jahrhundert wurde in handschriftlichen Texten, vor allem in Briefen, eine Verbindung von Schrägstrich und Doppelpunkt verwendet, um Klammern darzustellen:
- Text /: Zwischentext :/ Text

Heute wird der Schrägstrich als Satzzeichen nur noch gebraucht, um Verse im Fließtext voneinander abzugrenzen (zum Beispiel im Gedichtsatz). In diesem Fall ist vor und nach dem Schrägstrich ein Leerzeichen zu verwenden. Der Grammatikduden schreibt 2016 zum Schrägstrich (Randnummer 1732): „Bei der linearen Transkription von zeilengebundenen Textmustern wie Gedichten trennt er die einzelnen Zeilen:

- Schläft ein Lied in allen Dingen, / Die da träumen fort und fort, / Und die Welt fängt an zu singen, / Triffst du nur das Zauberwort. (J. Fr. von Eichendorff).“[13]

### Schrägstrich in statistischen Tabellen
Nach DIN 55301 (Gestaltung statistischer Tabellen) steht der Schrägstrich für „keine Angabe, da Zahlenwert nicht sicher genug“ als wertersetzendes Zeichen (im Gegensatz zu wertergänzenden Zeichen, auch Qualitätsanzeigern). Genau so wird das Zeichen auch in Tabellen der amtlichen Statistik verwendet.

### Schrägstrich als diakritisches Zeichen
Ein Schrägstrich als diakritisches Zeichen dient zur Kennzeichnung einer besonderen Aussprache eines Buchstabens zum Beispiel im „Ø“ (&Oslash; oder &#216;), „ø“ (&oslash; oder &#248;) des Dänischen oder im „Ł“ (&#321;), „ł“ (&#322;) des Polnischen, Sorbischen und der Lateinschrift des Belarussischen (Łacinka).
In der Schreibschrift und in nichtproportionalen Schriftarten kann ein Schrägstrich in der Ziffer 0 die Unterscheidbarkeit zum Buchstaben O erleichtern. Alternativ dazu gibt es auch manchmal einen Punkt im Inneren der 0.

### Schrägstrich in Datumsangaben
In manchen Sprachen wie Englisch, Portugiesisch, Spanisch, Ungarisch u. a. verwendet man den Schrägstrich in rein numerischen Datumsangaben, so wird z. B. das Datum 31.12.2004 im Portugiesischen als 31/12/2004 geschrieben.
Im Deutschen wird der Schrägstrich verwendet, wenn nur Monat oder Quartal und Jahr angegeben wird: 5/2004 (Mai 2004), II/2004 (Februar bzw. zweites Quartal 2004).
Die Datumsformate sind  international heute durch die Empfehlungen der Norm ISO 8601, für Deutschland durch die Empfehlungen der 2006 übernommenen DIN ISO 8601 standardisiert. Dort wird der Schrägstrich aber nicht als Teil von numerischen Datumsangaben, sondern nur zur Trennung der Datumsangaben in Zeiträumen nach dem Muster von/bis empfohlen. Das in der Norm international empfohlene Datumsformat selbst folgt hingegen dem Muster 2004-12-31.

### Schrägstrich in der Musik
Der Schrägstrich wird häufig in Notenausgaben populärer Musik (die die Instrumentalbegleitung nicht ausnotieren und damit für Gitarristen wie für Pianisten brauchbar sind) genutzt, um einen Akkord mit einem anderen Basston als dem Grundton zu versehen. C/E bedeutet beispielsweise, dass C-Dur über dem Ton E gespielt werden soll; für das Verständnis dieser Notation sind fortgeschrittene musiktheoretische Kenntnisse nicht erforderlich.

### Schrägstrich in der Gerichtssprache
In Verbindung mit zwei Punkten bedeutet der Schrägstrich „gegen“. So ist zum Beispiel „Karl Schröder ./. Fritz Meier“ in einer Klageschrift gleichbedeutend mit „Karl Schröder gegen Fritz Meier“.

### Verwendung in der Mathematik und Informatik
Der Schrägstrich wird in der Mathematik und in vielen Programmiersprachen als Zeichen für die Division verwendet.
Der doppelte Schrägstrich // wird unter anderem in C++, C (ab C99), Java und Pascal als Kommentarzeichen verwendet, das bis zum Ende der Zeile gilt. In Python wird mit // die ganzzahlige Division von der gewöhnlichen Division unterschieden, die einen Gleitkommawert liefert.
In der Programmiersprache Occam wurden aus dem Schrägstrich und dem umgekehrten Schrägstrich die Zeichen für logisches Und /\ und logisches Oder \/ gebildet.
Unter unixoiden Betriebssystemen (BSD, GNU/Linux, macOS usw.) wird der Schrägstrich als Trennzeichen bei Pfadangaben verwendet. Außerdem bezeichnet er das Stammverzeichnis, welches das höchste Verzeichnis in einem System oder auf einem Datenträger darstellt (Beispiel: Pfadangabe /home/username/Documents).
In der mathematischen Gruppentheorie wird mit einem Slash die Faktorgruppe gekennzeichnet, bspw. G / N.

### Verwendung in der Physik
In der Quantenfeldtheorie wird die feynmansche Slash-Schreibweise {\displaystyle a\!\!\!/=\gamma ^{\mu }a_{\mu }} verwendet, wobei entsprechend der einsteinschen Summenkonvention über die {\displaystyle \mu } von 0 bis 3 zu summieren ist und {\displaystyle \gamma } die Dirac-Matrizen sind.

### Darstellung von Hausnummern in der Kartografie
Der Schrägstrich wird in der Kartografie zur generalisierten Darstellung fortlaufender gerader oder ungerader Hausnummern in dem in Deutschland meist genutzten System der wechselseitigen Nummerierung verwendet, z. B. 2/6 = 2,4,6 oder 17/25 = 17,19,21,23,25.

### Schrägstrich im IPA
Im Internationalen Phonetischen Alphabet (IPA) hat das Zeichen „/“ die Nummer 913; es bezeichnet den Anfang oder das Ende einer phonologischen Transkription.

### Schrägstrich im Öffentlichen Personennahverkehr

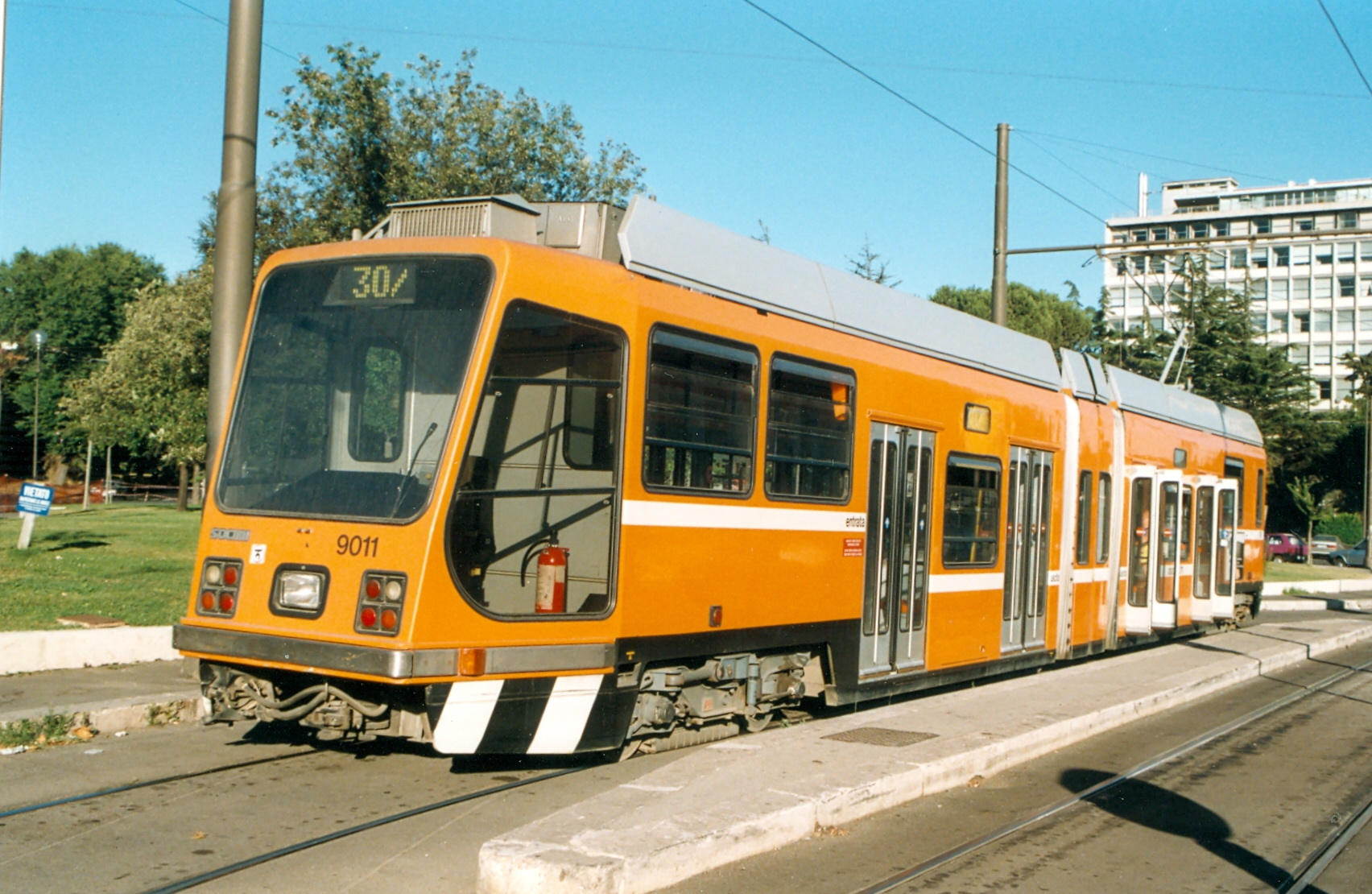
Die durchgestrichene Linie 30 der Straßenbahn Rom, dargestellt mit nachgestelltem Schrägstrich

Im öffentlichen Personennahverkehr bestimmter Städte dient ein der Liniennummer vor- oder nachgestellter Schrägstrich zur Kennzeichnung von sogenannten durchgestrichenen Linien. Dies gilt insbesondere bei älteren Matrix- beziehungsweise Flip-Dot-Anzeigen, welche die eigentlich gemeinte Durchstreichung der Liniennummer aufgrund ihrer groben Bildauflösung nicht darstellen können.

### Andere Sprachen
Im Englischen und Spanischen wird der Schrägstrich zuweilen inoffiziell auch zur Abkürzung von Wörtern verwendet (N/A für not available, not applicable oder no answer, w/ für with, w/o für without, c/ für con oder calle, s/ für sin).

## Darstellung in Computersystemen
Im ASCII-Zeichensatz liegt der Schrägstrich auf Position 47 (oder 2F hexadezimal).
Als Zeichen-Entität in HTML oder XML kann das Zeichen mit &#47; oder &#x002F; kodiert werden.
Unicode enthält mehrere Varianten des Schrägstrichs.
| Zeichen | Bezeichnung                     | Unicode-Codepoint |
| ------- | ------------------------------- | ----------------- |
| /       | SOLIDUS                         | U+002F            |
| ⁄       | FRACTION SLASH                  | U+2044            |
| ∕       | DIVISION SLASH                  | U+2215            |
| ⧸       | BIG SOLIDUS                     | U+29F8            |
| ／      | FULLWIDTH SOLIDUS               | U+FF0F            |
| /       | TAG SOLIDUS                     | U+E002F           |
| ◌̸◌      | COMBINING LONG SOLIDUS OVERLAY  | U+0338            |
| ◌̷◌      | COMBINING SHORT SOLIDUS OVERLAY | U+0337            |

## Umgekehrter Schrägstrich
Der umgekehrte Schrägstrich „\“ (engl. backslash) wird als Schriftzeichen im Allgemeinen selten verwendet. In fachsprachlichen Formulierungen logischer oder mathematischer Ausdrücke steht er als Zeichen für das relative Komplement. In der Datenverarbeitung ist er hingegen weit verbreitet, zum Beispiel als Trennungszeichen zwischen mehreren Stufen einer Datei-Verzeichnisstruktur bei DOS- und Windows-Systemen, als Beginn einer Escape-Sequenz, als erstes Zeichen eines TeX-Befehls oder als Fortsetzungszeichen am Ende einer Zeile.
Beispiele:
- C:\Dokumente\Recht\Vertrag.txt
- \chapter{Einführung}